# Дон Матео
Дон Матео (итал. Don Matteo) италијанска је телевизијска серија која се изворно (од 2000) приказује на каналу Раи 1, првом националном каналу Италије.

## Синопсис
Прича се углавном врти око насловног лика Матеа, католичког свештеника и особе која има велику моћ спознавања људске природе; он помаже станици карабињера (полицији) при решавању злочина (углавном случајева убиства). У овоме му обично помаже маршал Антонио Кечини, гарантни официр који углавном дели са њим важне информације и доказе о пљачкама, али и одбојност у лику Кечинијевог надређеног — капетана Флавија Анческија (и касније Ђулија Томасија), који има мало толеранције на континурано мешање попова у истраге.
Дон Матео и сам на свом путу увиђа како чисто веровање, поуздање у Бога и добра намера доносе спас (пример је сцена у болници у којој Библија падне са комоде на Матеа и спречи да нож нападача прободе његово срце).

## Постава
- Теренс Хил као отац Матео Минели-Бондини: Протагониста серије, католички свештеник. Сналази се добро међу људима, помажући полицији у решавању случајева (углавном случајева убиства). (1. циклус — данас)
- Нино Фрасика као маршал Антонино „Нино” Кечини: Маршал Губија и полицијских станица у Сполету, те најбољи пријатељ оца Матеа. (1. циклус — данас)
- Флавио Инсина као капетан Флавио Анчески: Капетан полицијске станице Губио. (циклуси 1—5)
- Симоне Монтедоро као капетан Ђулио Томаси: Капетан полицијске станице Губио и Сполето, наследник Анческија. (сезоне 6 — данас)
- Натали Гуета као Наталина Диоталеви: Помоћница оца Матеа. (сезоне 1 — данас)
- Франческо Скали као Пипо Гимињани-Церфати: Црквењак оца Матеа. (сезоне 1 — данас)
- Катерина Силос Лабини као Катерина Кечини: Жена маршала Кечинија. (сезоне 2 — данас)
- Памела Саино као Патриција Кечини: Прва ћерка маршала Кечинија и жена капетана Ђулија Томасија. (сезоне 2—8)
- Ђада Арена, Ђуси Бускеми и Симона ди Бела као Асунтина Кечини: Друга ћерка маршала Кечинија. (сезоне 2 — данас)
- Пјетро Пулчини као бригадир Пјеро Гизони: Карабињере у полицијским станицама Губија и Сполета. (циклус 1—3; циклуси 5—данас)
- Ђузепе Сулфаро као Апунтато Северино Кечини: Нећак маршала Кешинија и карабињереа у полицијским станицама Губија и Сполета. (циклус 6 — данас)
- Симона Маркини као Клара Томази: Мајка капетана Ђулија Томазија. (циклус 6 — данас)
- Надир Казели као Лија Кечини: Нећака маршала Кечинија која улази у [љубавну] везу са капетаном Томазијем. (циклус 9 — данас)
- Ема Реале као Мартина Томази: Ћерка капетана Ђулија Томазија и Патриције Чекини. (циклус 9 — данас)
- Астра Ланц као сестра Марија: Пријатељица оца Матеа. (циклус 6 — данас)
- Лаура Главан као Лаура Белведере: 16-годишња стара трудна дјевојка у ректорату оца Матеа, ћерка Антонија Белведереа, старог Матејевог пријатеља. Заљубљује се у Томаса Мартинеза. (циклус 8—10)
- Андрес Гил као Томас Мартинез: Младић који служи годину затворске казне у затвору ректората оца Матеа; он тражи своју сестру Алму и зближава се са Лауром. (циклус 9—10)
- Летиција Арно као Естер Наталина Белведере: Мала ћерка Лауре Белведере и Ђулијанија Роватија. (циклуси 9—10)
- Клаудио Ричи као Нерино Бертолачи: Дете које је живело у ректорату оца Матеа. (циклуси 1—4)
- Евелина Гори као бака Елиде: Живахна старица Нерина. (циклус 1—3)
- Сара Сантостази као Камила: Девојчица из Боливије која је живела у ректорату оца Матеа. (циклус 4)
- Стивен Мането као Томасо: Друго дете које је живело у ректорату оца Матеа. (циклус 5)
- Андреа Питорино као Агостино: Још једно дете које је живело у ректорату оца Матеа. (циклус 7—8)
- Далила Паскваријело као Сабрина Еспозито: Бивша осуђеница која се захваљује оцу Матеу да иде на посао поред Томаса. (циклус 10)
- Габријеле де Паскали као Алберто Торе: Момак Лауре један краћи период. (циклус 10)
- Андреа Череати као Апунтато Линети: Карабињере у полицијској станици Губио. (циклус 4)
- Елеонора Серђо као Андреа Конти: Окружни тужилац полицијске станице у Губију. (циклус 8)
- Ђорђија Сурина као Бјанка „Биба” Венеција: Окружни тужилац полицијске станице Сполето и пријатељица капетана Ђулија Томазија. (циклус 9)
- Дарио Касини као Гвалтијеро Фери: Окружни тужилац полицијске станице Сполето. (циклус 10)
- Милена Микони као Лаура Респиги: Градоначелница Губија и супруга капетана Анческија. (циклус 4—5)
- Иларија Спада као Аманда Патријарки: Бивша девојка капетана Томазија. (циклус 6—7)
- Ранијеро Монако ди Лапио као Данијеле Орсини: Бивши момак Лије Кечини. (циклус 10)
- Сара Цанијер као Маргерита Колоњезе: Девојка Гвалтијера Ферија која се накратко заљубљује у капетана Томасија. (циклус 10)
- Гастоне Москин као Гвидо: Бискуп Губија и пријатељ оца Матеа. (циклус 1—2)
- Ренато Карпентијери као бискуп Губија: Наследник Гвида. (циклус 3)
- Филипе Лерој као Монс Бенели: Бискуп Губија и пријатељ оца Матеа. (циклуси 6—7)
- Сидне Роме као Суси Далара: Директор средње школе Губио и Сполето. (сезоне 7—10)
- Бруно Кабрерицо као Фернандо: Шпански пријатељ Патриције Кечини. (циклус 8)

## Историја
Протагониста серије је Отац Матео (глуми га Теренс Хил), католички свештеник у парохији града Губија (Перуђа), такође познат по таленту разоткривања локалних криминалаца. Отац Матео је мудар и поштован јер стварно покушава да разуме проблеме људи и увек је вољан да помогне. Захваљујући свом шарму и позитивности, често помаже криминалцима да нађу свој пут до избављења и увек их уверава да исповеде своје злочине, признају их, и да прихвате своју одговорност.
Комичар Нино Фрасика игра улогу маршала Антонија Кечинија, средњовечног карабињереа који је такође Матеов најбољи пријатељ. Кечини је један од главних копротагониста и углавном уводи хумор и комику у серију. Други значајни чланови поставе су Флавио Инсина, који је играо капетана Флавија Анческија од 2000. до 2006; Милена Микони, која је играла Лауру, градоначелницу Губија и Анческијеву жељену љубав; и Симоне Монтедоро, који је играо улогу капетана Ђулија Томасија, наследника Анческија од шестог циклуса.
Од осме сезоне, Дон Матео се снима у HDTV 1080i.

## Критика
Серија је добила две награде на 42. Фестивалу телевизије у Монте Карлу 2002: Теренс Хил је освојио награду за најбољег глумца а Алесандро Јакја за најбољег продуцента.